# Bobrowniki
Bobrowniki é um município no norte da Polônia. Pertence à voivodia da Cujávia-Pomerânia, no condado de Lipno. É a sede da comuna urbano-rural de Bobrowniki.
Estende-se por uma área de 5,88 km², com 1 104 habitantes, segundo o censo de 31 de dezembro de 2021, com uma densidade populacional de 187,8 hab./km².
Bobrowniki recebeu o foral de cidade em 1403. Em 1784, pertencia ao condado de Dobrzyń na Terra de Dobrzyń, voivodia de Inowrocław. Em 1827, como uma cidade governamental da Polônia do Congresso, estava localizada no distrito de Lipno, na voivodia de Płock. Bobrowniki foi privada de seus direitos municipais em 13 de janeiro de 1870 e incorporada à comuna de Bobrowniki, no condado de Lipno. De 1867 a 1954, foi a sede da comuna rural de Bobrowniki, de 1954 a 1972 da gromada de Bobrowniki, e, a partir de 1973, da comuna reativada de Bobrowniki. Entre 1975 e 1998, pertenceu administrativamente à voivodia de Włocławek. Em 1 de janeiro de 2024, recuperou a condição de cidade.

## História
Bobrowniki foi mencionada pela primeira vez como uma cidade em 1321. A partir de 1320, juntamente com as Terras de Dobrzyń, era propriedade real, capturada por João de Luxemburgo em 1329 e vendida aos Cavaleiros Teutônicos em 1330. A partir de 1343, após a paz de Kalisz, retornou à Polônia. O período dos últimos anos da primeira ocupação das Terras de Dobrzyń pelos Cavaleiros Teutônicos está ligado ao início de Bobrowniki como a capital de seu território. A partir de então, o castelo de Bobrowniki foi a residência de todos os administradores das Terras de Dobrzyń, independentemente de ser um duque, prefeito ou starosta. Do final do século XIV até o final do século XVIII, Bobrowniki era o local onde se reunia o tribunal municipal de toda a Terra de Dobrzyń e, nos anos de 1775–1776, também o tribunal de terras.

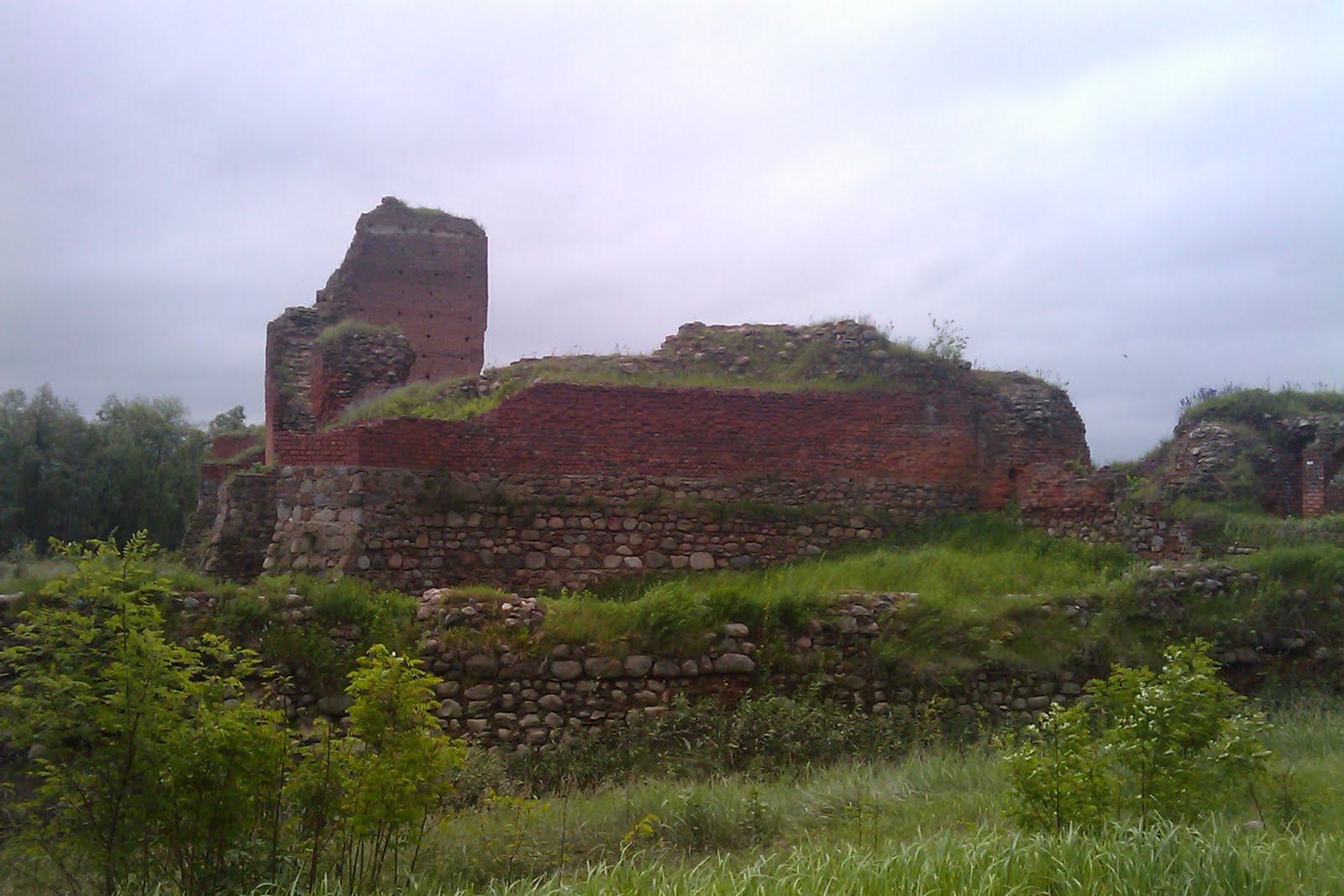
Ruínas do castelo em Bobrowniki

O castelo em Bobrowniki foi mencionado pela primeira vez em 1345, e foi nesse local que Władysław, duque de Dobrzyń, concedeu direitos de cidade a Lipno. O primeiro selo representando o atual brasão de Bobrowniki é conhecido desse período. Ele tem a seguinte inscrição na borda: +S * BURGENSIV * DE * BOBR (diâmetro 42 mm).
Após a Paz de Kalisz, em 1343, a Terra de Dobrzyń foi, como resultado das ações do rei Casimiro, o Grande, entregue ao duque Władysław Garbaty, que residia em Bobrowniki e foi provavelmente o fundador do castelo murado. Após sua morte, entre 1351 e 1353, a Terra de Dobrzyń, com Bobrowniki, ficaram sob o domínio direto do rei e assim permaneceram até sua morte. Em 1370, ele legou, como um feudo, os principados de Dobrzyń, Cujávia, Sieradz e Łęczyca ao seu neto, conhecido como Casimiro IV, Duque da Pomerânia. Quando o duque morreu em decorrência de um ferimento recebido durante o cerco de Złotoria em 1377, a Terra de Dobrzyń, com Bobrowniki, retornou à Coroa. No entanto, não por muito tempo, pois o então rei da Polônia, Luís I da Hungria, concedeu a Terra de Dobrzyń a, entre outros, Władysław Opolczyk, que a assumiu como seu feudo no início de 1380.
Em maio de 1391, Władysław Opolczyk prometeu à Ordem Teutônica o castelo de Złotoria, com cinco aldeias localizadas nas Terras de Dobrzyń. Essa promessa, devido à grande importância estratégica de Złotoria como a chave para a Terra de Dobrzyń, foi tratada como um ato hostil ao Reino da Polônia. Em agosto de 1391, parte do exército real, comandado por Krystyn de Ostrow, atacou a Terra de Gniewkowo e, um mês depois, a Terra de Dobrzyń, ocupando em pouco tempo toda a área, exceto Bobrowniki, cuja guarnição comandada pelo silesiano Borzym, o Cinzento, defendeu-se ferozmente. Os Cavaleiros Teutônicos não ficaram indiferentes ao conflito. Sob o pretexto de proteger seus comerciantes, eles enviaram um exército para a Terra de Dobrzyń, o que forçou Krystyn de Ostrow a levantar o cerco do castelo de Bobrowniki em 21 de novembro de 1391. Depois que os poloneses se retiraram de Bobrowniki, os defensores abriram os portões do castelo para os Cavaleiros Teutônicos.
Enquanto isso, Władysław Opolczyk continuou sua política ameaçadora para o Reino da Polônia. Na primavera de 1392, precisando de dinheiro, o príncipe, agindo em conjunto com o rei húngaro, Sigismundo de Luxemburgo, ofereceu a venda da Terra de Dobrzyń ao Grão-mestre teutônico, Konrad Wallenrod. O Grão-mestre, no entanto, não aceitou essa oferta, desculpando-se com a falta de certeza sobre quem era o legítimo proprietário dessas terras: o rei polonês ou o rei húngaro. Nessa situação, Opolczyk foi pessoalmente (disfarçado de comerciante) a Malbork com novas propostas. Ele finalmente conseguiu, em julho de 1392, persuadir os Cavaleiros Teutônicos a lhe emprestar 50 mil florins húngaros como garantia para toda a Terra de Dobrzyń. Nessa situação, Bobrowniki ficou sob o domínio da Ordem da Bem-Aventurada Virgem Maria. Em 10 de agosto de 1392, em Bobrowniki, os habitantes da Terra de Dobrzyń prestaram homenagem ao seu Grão-mestre, Konrad von Jungingen.
O primeiro prefeito teutônico do castelo em Bobrowniki (com autoridade sobre toda a Terra de Dobrzyń) foi Wolf von Urbach. Ele deixou o cargo em 1392. O próximo ocupante do cargo foi Herman Pilgrim (6 de novembro de 1392 — 4 de novembro de 1401). De 1401 a 1405, o prefeito foi Gotfried von Hotzfeld.

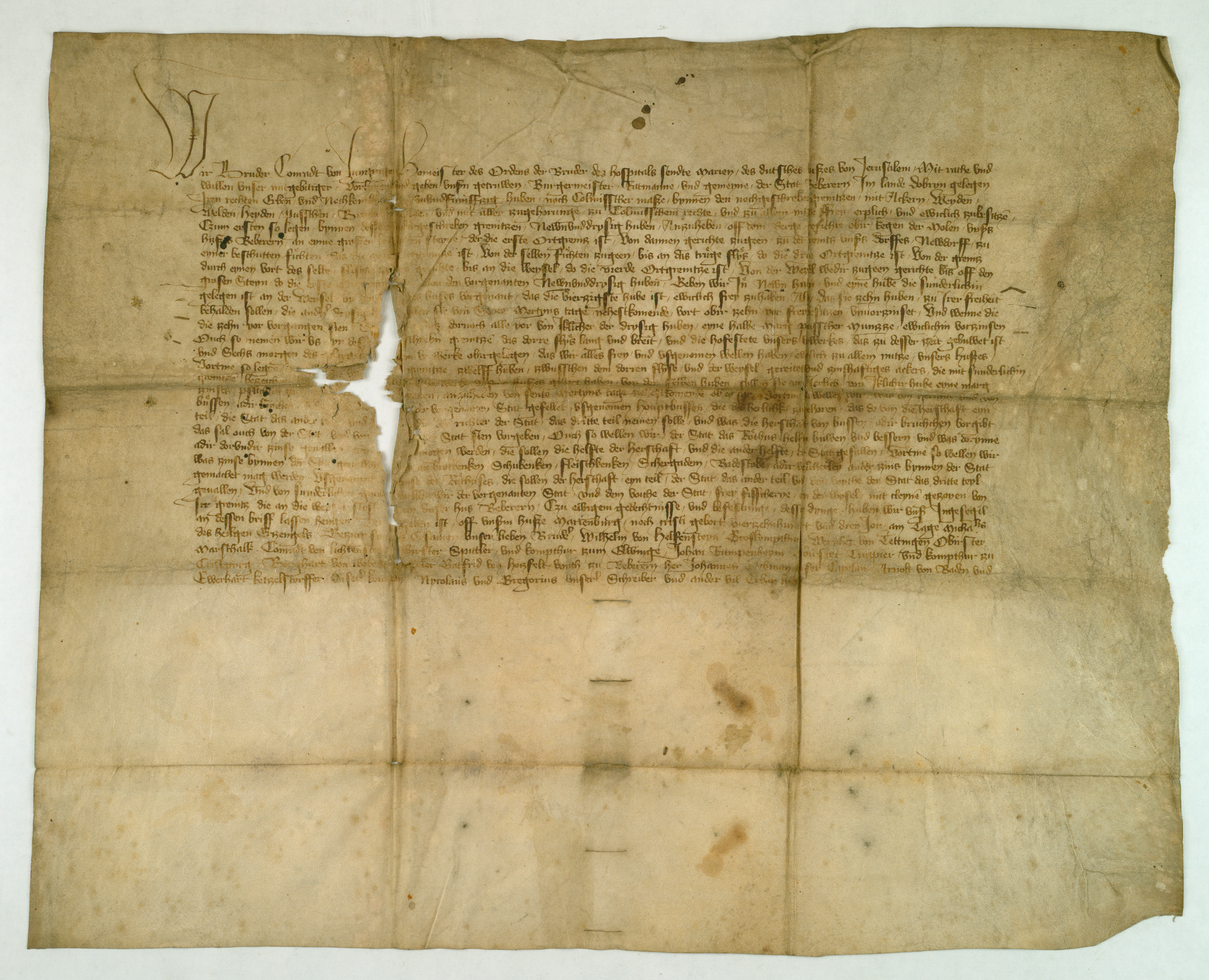
Konrad von Jungingen, Grão-mestre da Ordem Teutônica, concede à Stadt Beberen [Bobrowniki], na Terra de Dobrzyń, terras e direitos — 29 de setembro de 1403

A cidade de Bobrowniki foi fundada antes de 1383. No dia de São Miguel de 1403, o Grão-mestre da Ordem Teutônica, Konrad von Jungingen, concedeu a Lei de Chełm à Stadt Beberen. Em 1405, Bobrowniki e a Terra de Dobrzyń retornaram à Polônia em virtude dos acordos da convenção de Raciążek. Warcisław Gotartowic, da família Lis, foi nomeado starosta de Bobrowniki (capitaneus Dobriniensis).
Após a eclosão da Grande Guerra com a Ordem em 1409, o castelo foi sitiado de 20 a 28 de agosto pelo exército teutônico, liderado pelo Grão-mestre Ulrich von Jungingen. Após vários dias de defesa, a guarnição se rendeu devido à destruição de parte das muralhas do castelo por artilharia pesada. Logo após a rendição, os Cavaleiros Teutônicos realizaram reparos nas muralhas e instalaram no castelo o prefeito, Boemund Brendel, o tesoureiro monástico, companheiro júnior do grão-mestre.
O historiador polonês, Jan Długosz, menciona que o rei Ladislau II Jagelão puniu o comandante da defesa, Warcisław de Gotartowice, com Bartolomeu de Płomykov, e outros cavaleiros mais importantes com um castigo na torre e infâmia por entregarem rapidamente o castelo de Bobrowniki, que os culpados foram perdoados apenas em Grunwald. No entanto, isso não é certo, pois os cavaleiros mencionados estavam lutando na Prússia menos de um ano depois, e Bartolomeu de Płomykov até recebeu uma mesada do rei. O castelo e a cidade voltaram ao domínio polonês após a Batalha de Grunwald em 1410. A partir de 25 de setembro de 1410, um exército que retornava da guerra estava hospedado próximo de Bobrowniki, com o rei Ladislau II Jagelão, que esperou alguns dias perto de Bobrowniki para a construção de uma ponte temporária, após o que atravessou o rio Vístula na altura de Przypust. Em 26 de novembro, a guarnição do castelo de Bobrowniki participou da batalha vitoriosa contra os Cavaleiros Teutônicos em Golub.
Em 3 de junho de 1422, o rei Ladislau II Jagelão emitiu um privilégio para Bobrowniki em Inowrocław, concedendo-lhe 40 włók de terra e isentando seus habitantes dos tribunais do starosta. Em 2 de maio de 1425, como resultado dos esforços da corte real de Ladislau II Jagelão, os conselheiros de Lipno emitiram um documento no castelo de Bobrowniki com a promessa de que, em caso de morte do rei, a cidade de Lipno reconheceria seu filho Ladislau como o “legítimo senhor e herdeiro”. Uma promessa semelhante também foi feita no mesmo ano pelos conselheiros de Bobrowniki.
Durante a Guerra dos Treze Anos, prisioneiros de guerra teutônicos foram mantidos no castelo de Bobrowniki. Após a assinatura da Segunda Paz de Toruń, o papel de Bobrowniki como uma fortaleza que defendia as fronteiras do reino polonês contra os Cavaleiros Teutônicos chegou ao fim. Sob condições pacíficas, a economia da cidade floresceu. Funcionava uma alfândega no rio Vístula, que mais tarde foi fundida com a alfândega que funcionava em Włocławek e transferida para essa cidade.

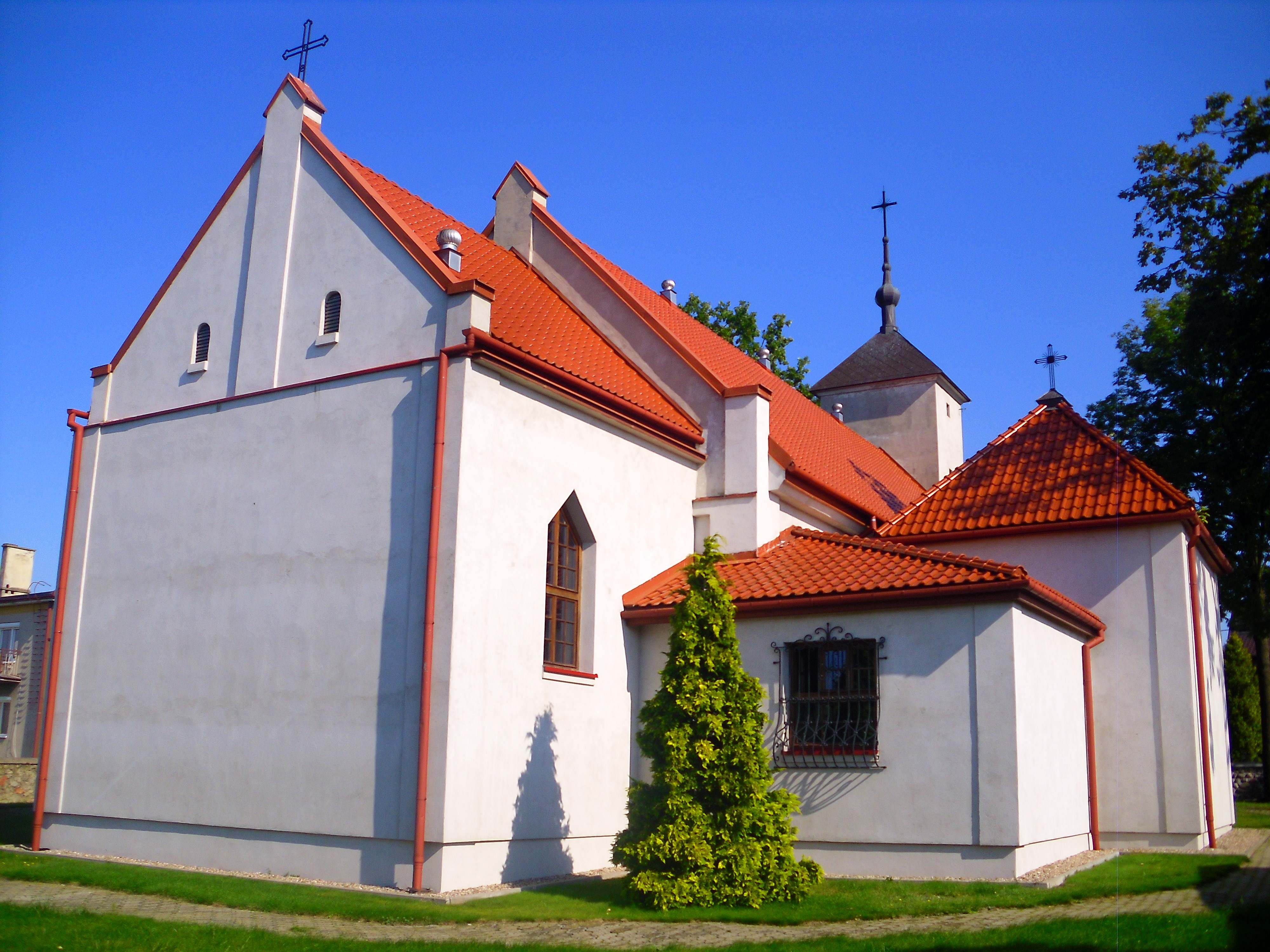
Igreja de Santa Ana em Bobrowniki (1787-1788, reconstruída depois de 1994)

Nos séculos XVI a XVIII, o castelo era a sede dos starostas, do tribunal de terras e do tribunal municipal. Pela constituição do Sejm de 1601, as sentenças do tribunal municipal e os registros de terras do estarostado de Bobrowniki receberam condição perpétua. O castelo, danificado durante a Guerra polaco–sueca de 1626–1629, deveria ser reparado às custas da nobreza da Terra de Dobrzyń, com o que o Sejm concordou em 1641. Sua condição naquela época não era ruim, como mostra a vista do castelo feita por Abraham Boot em 1627. A resolução parlamentar de 1641 não foi implementada, e o castelo foi ainda mais arruinado durante o Dilúvio sueco, assim como a cidade. Em 15 de outubro de 1668, uma eleição sejmik da nobreza de Dobrzyń foi realizada em Bobrowniki. Seu orador foi Jan Zboiński, castelão de Dobrzyń. O castelo não foi mais reconstruído, mas, apesar disso, o prédio do castelo ainda abrigava o gabinete da prefeitura e mantinha os registros da cidade e de terras. Isso continuou intermitentemente até 1776, quando o gabinete municipal foi transferido para Lipno.
As guerras do século XVII e do início do século XVIII arruinaram Bobrowniki. Nas laudes dos sejmiks de 1692 e 1699, os nobres de Dobrzyń instruíram os deputados do Sejm a obter isenção de impostos para Bobrowniki e outras cidades de Dobrzyń em vista da destruição. Os reis reinantes subsequentes confirmaram os privilégios da cidade e, em 1678, João III Sobieski concedeu a Bobrowniki o direito de realizar uma feira todos os domingos e cinco feiras por ano.
Durante a Terceira Guerra do Norte, o principal exército sueco sob o comando do rei Carlos XII ficou estacionado em Bobrowniki de 9 a 13 de maio de 1703. O século XVIII assiste ao lento renascimento e à expansão da cidade. A colonização alemã se desenvolve na área, datando do início do século XVII (vila de Godpomóż Stary, 1616). No final do século XVIII, a cidade de Bobrowniki começou a declinar lentamente. Pouco antes de 1789, uma grande parte da cidade, na praça do mercado, foi devastada por um incêndio. Como resultado da Segunda Partição da Polônia, Bobrowniki, com as terras ao redor, foi anexada à Prússia, tornando-se parte da província da Prússia Meridional e, após a Terceira Partição, tornou-se parte do departamento de Płock, na província da Nova Prússia Oriental.
Durante a Revolta de Kościuszko, Bobrowniki foi ocupada pela cavalaria confederada na noite de 25 para 26 de outubro de 1794. A partir de 1765, funcionou aqui um armazém de sal, extinto em 1873. Em 1806, após a derrota da Prússia, as terras polonesas foram tomadas pelo exército francês sob o comando do imperador Napoleão Bonaparte. No final da campanha de 1806, Bobrowniki foi designada como o local para o inverno do comando da 1,ª Divisão de Dragões do general Klein. No início de 1807, o segundo batalhão do 14.º RI do Ducado de Varsóvia, comandado pelo coronel Kajetan Parys, foi formado na vila. Após a Paz de Tilsit, em 1807, Bobrowniki passou a fazer parte do departamento de Płock, no Ducado de Varsóvia.

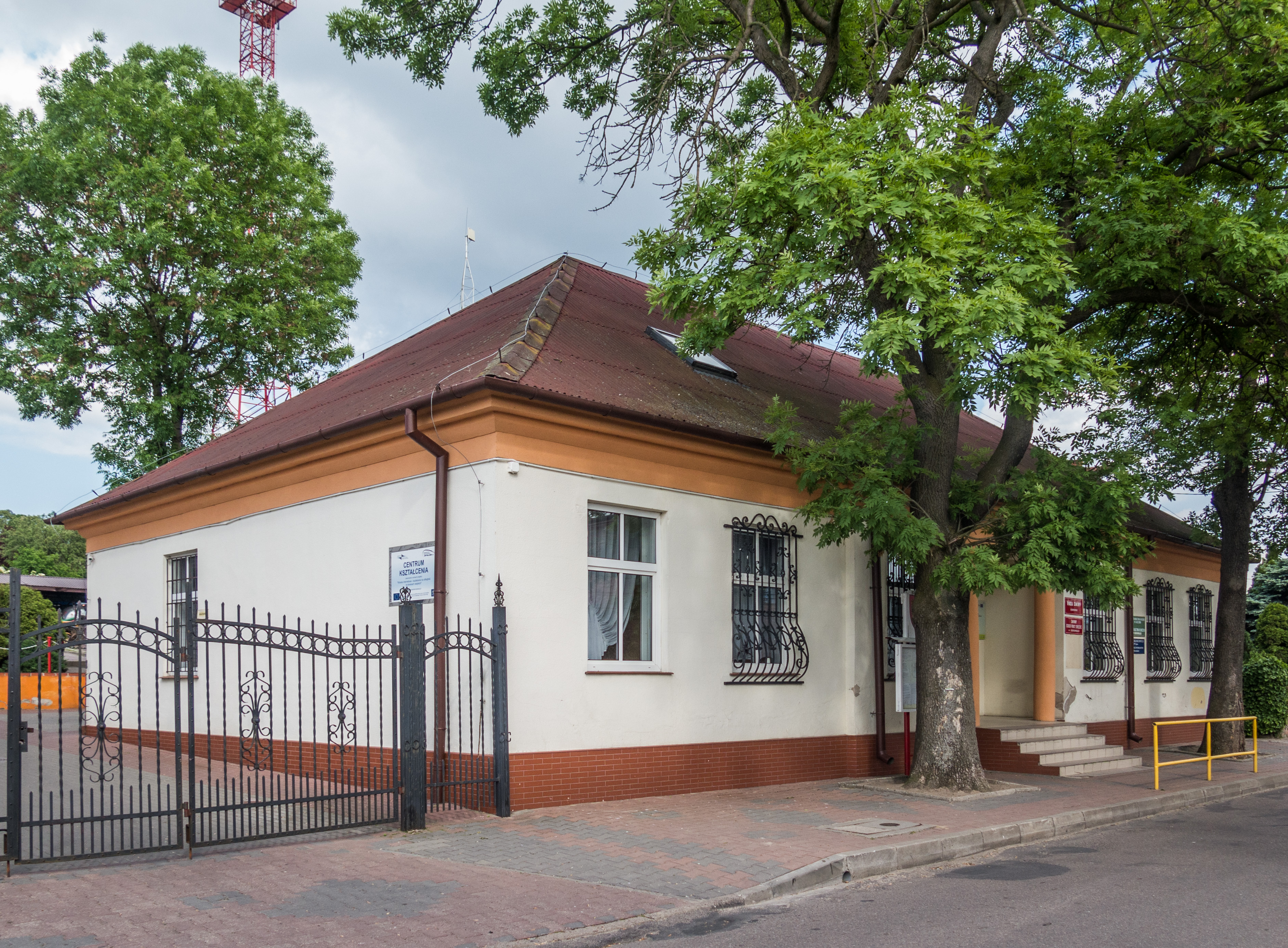
Bobrowniki, antigo prédio residencial e administrativo dos armazéns de sal de 1838, atualmente o Gabinete da comuna

Em 1815, em virtude dos acordos do Congresso de Viena, Bobrowniki se viu no lado russo da fronteira russo-prussiana, tornando-se assim a única cidade teutônica nas fronteiras da Polônia do Congresso. Assim como no período do Ducado de Varsóvia, Bobrowniki se encontrava no condado de Lipno e na voivodia de Płock, e depois, após a reforma administrativa de 7 de março de 1837, na gubernia de Płock.
Durante o Levante de Novembro, as tropas dos lados em guerra passaram por Bobrowniki. Em 20 de março de 1831, 89 habitantes de Bobrowniki, com o então prefeito Marcin Hermanowicz, fizeram um juramento solene de fidelidade ao governo insurgente. Com a queda do levante, as aspirações de independência dos habitantes da cidade não cessaram. Em 1848, o pároco de Bobrowniki, Pawel Polkowski, foi severamente repreendido pelas autoridades por “espalhar rumores sediciosos na cidade de Bobrowniki” e condenado à supervisão policial.
Em 13 de abril de 1861, tumultos antigovernamentais foram pacificados em Bobrowniki por soldados do 3.º Batalhão do Regimento de Infantaria Ołoniec, sob as ordens do chefe do condado. Como resultado, oito habitantes da cidade foram presos e levados ao tribunal. Durante a Revolta de Janeiro, unidades insurgentes operaram nas proximidades da cidade. Houve dois casos em que os insurgentes confiscaram as caixas registradoras da loja de sal e da loja da cidade. Em março de 1863, as autoridades prenderam barcos e barcaças pertencentes aos habitantes de Bobrowniki, a fim de impedir que os envolvidos na revolta atravessassem o rio Vístula. Eles só foram devolvidos aos seus proprietários em junho de 1864.
A localização da fronteira, longe das rotas rodoviárias e ferroviárias, contribuiu para uma maior marginalização do vilarejo. Esse processo só foi um pouco interrompido durante o renascimento do comércio do rio Vístula no século XIX. Como resultado de uma reforma administrativa realizada pelas autoridades russas no Reino da Polônia em 1868, o vilarejo perdeu seus direitos municipais, tornando-se um assentamento e a sede da comuna. Essa decisão desastrosa levou a um declínio ainda maior de Bobrowniki, que foi abandonada por vários artesãos e comerciantes que se mudaram para cidades maiores. O mesmo processo também afetou a outrora grande comunidade de judeus de Bobrowniki, da qual restavam apenas doze em 1933. A partir de 1882, o 1.º esquadrão do 18.º Regimento de Dragões de Klastycki (18-й драгунский Клястицкий полк) ficou estacionado em Bobrowniki. Seus oficiais se alojaram no prédio reformado do antigo armazém de sal.
Até o final da Primeira Guerra Mundial, Bobrowniki era a sede de um tribunal de segundo grau, que foi transferido para Lipno depois de 1918. Também até a Primeira Guerra Mundial, a comuna de Bobrowniki, como uma comuna fronteiriça, era um ponto de parada para barcaças, navios e balsas no rio Vístula antes do desembaraço alfandegário. Havia também um barco a vapor de passageiros que desembarcava aqui.
Em 14 de agosto de 1920, o vilarejo foi ocupado pela cavalaria bolchevique do III Corpo de Cavalaria Gaj-Chana, que tentou forçar a travessia do Vístula. Em 16 de agosto, essa unidade se fundiu com o III Corpo de Artilharia. Seguiram-se violentos combates, que terminaram sem sucesso para os bolcheviques. No decorrer dessas batalhas, o tenente Pieszkański, que comandava o navio armado “Moniuszko” do 3.º Esquadrão da Flotilha do Vístula, foi morto; ele recebeu postumamente a Cruz de Prata da Ordem das Virtudes Militares por essa batalha. Após perder a batalha, os bolcheviques se voltaram para Włocławek na tentativa de capturar a ponte sobre o Vístula, mas logo, ao saberem da derrota de seu exército perto de Varsóvia, retiraram-se às pressas em direção à Prússia. A recém-construída escola da 7.ª série foi inaugurada com cerimônia no vilarejo de Stanisław Twardo. No vilarejo, havia um porto de navios da Companhia de Navegação Unida de Varsóvia.

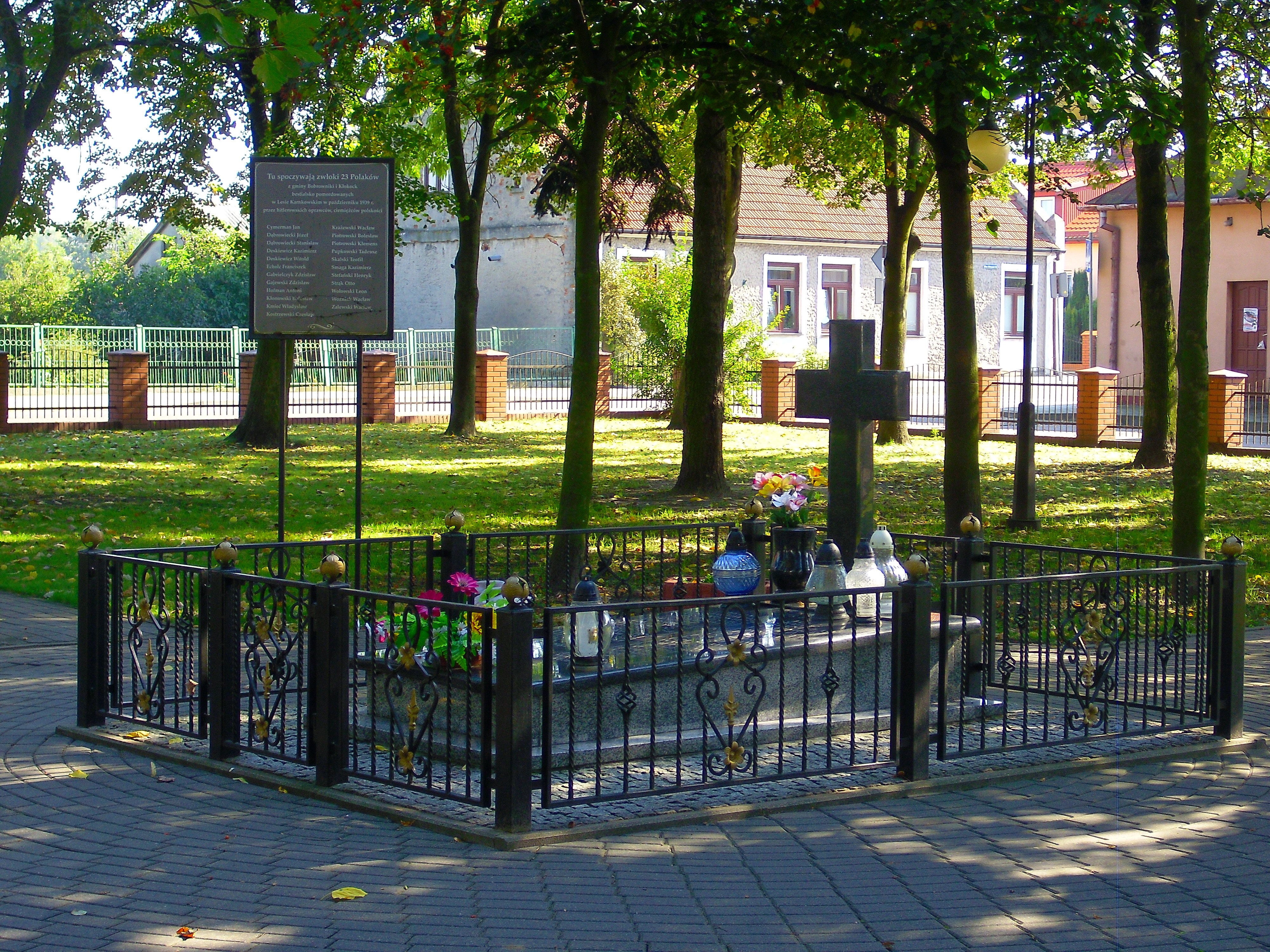
Vala comum de 23 poloneses, habitantes das comunas de Bobrowniki e Kłokock, assassinados pelos alemães em outubro de 1939

Depois que a Polônia recuperou sua independência em 1918, houve um lento renascimento de Bobrowniki. O governo da comuna iniciou a construção de estradas e de uma linha telefônica (1924). Em 1926, foi inaugurada uma agência postal. Em 1933, 41,1% da população da comuna era de nacionalidade alemã. A minoria judaica correspondia a 0,2% da população da comuna.
Durante a Segunda Guerra Mundial, Bobrowniki, com todo o condado de Lipno, foi incorporada ao Terceiro Reich. No início de outubro de 1939, os alemães locais, organizados nas Unidades de Autodefesa (Selbstschutz), mataram a tiros 18 habitantes poloneses do vilarejo. Também foram assassinados o gerente da escola e proeminente ativista social local, Józef Katkiewicz (13 de dezembro de 1940 em Mauthausen), o professor Stanisław Kucharski (12 de dezembro de 1940 em Dachau) e o pároco de Bobrowniki, padre Ignacy Paluch (20 de maio de 1942 em Linz). O fim da ocupação nazista ocorreu em Bobrowniki em 23 de janeiro de 1945. Após a Segunda Guerra Mundial, a comuna de Bobrowniki funcionou sem alterações. De 1954 a 1972, a vila pertenceu e foi a sede das autoridades da comuna de Bobrowniki. A comuna foi reorganizada em 1961 e liquidada em 1 de janeiro de 1976. Em 1 de outubro de 1982, a comuna de Bobrowniki, territorialmente reduzida, foi restabelecida.

## Monumentos históricos

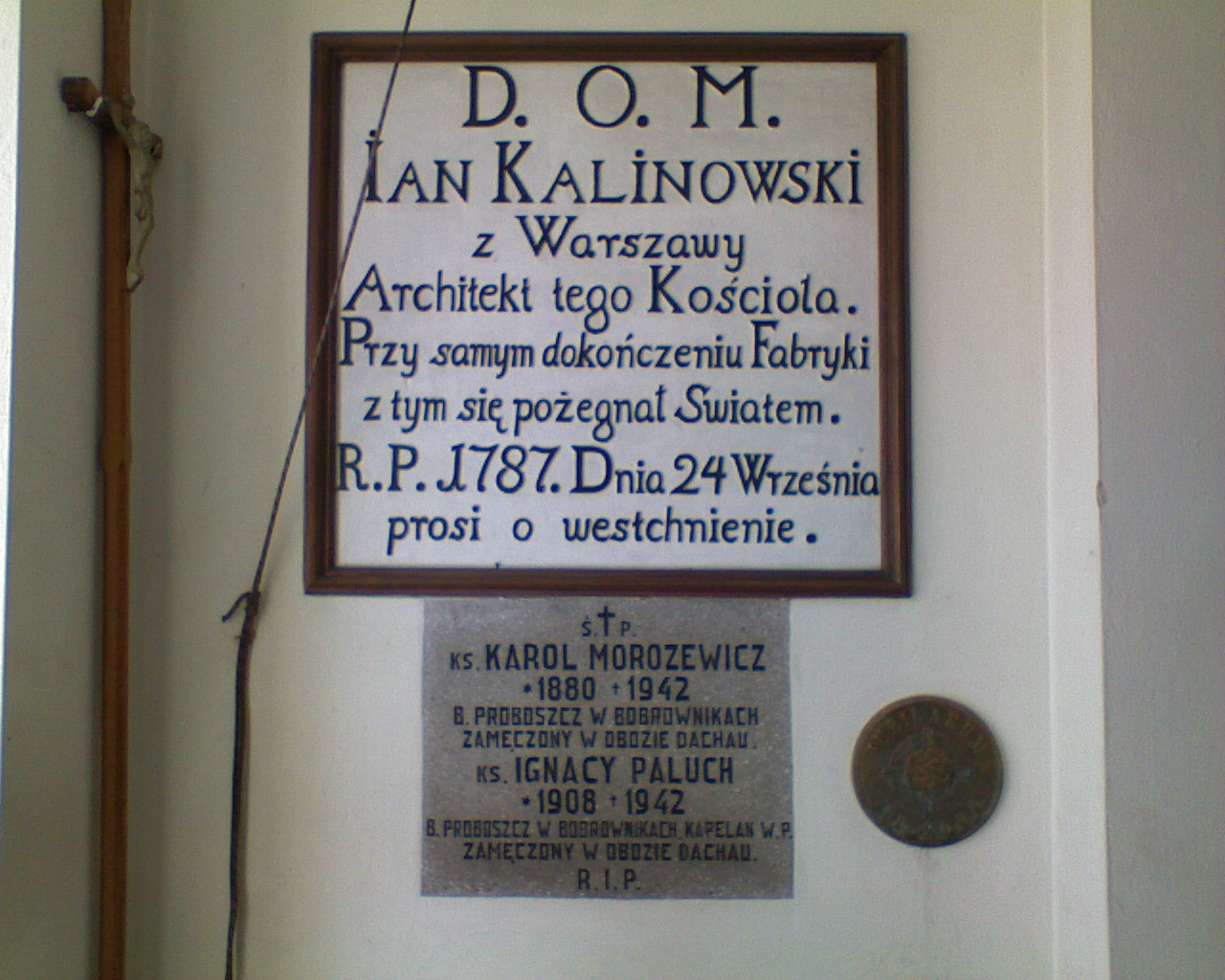
Placa comemorativa na igreja

Conforme o registro de monumentos do Instituto do Patrimônio Nacional, os monumentos listados são:
- Ruínas do castelo do século XIV/XV e de meados do século XVII
- Cemitério paroquial católico romano, XIX/XX (o túmulo mais antigo preservado): Ignacy Polkowski, escriturário do depósito de sal de Bobrowniki, 1854)
- Complexo da igreja paroquial de Santa Ana, 1787:
  - Igreja
  - Necrotério
  - Cemitério da igreja
  - Muro com portão
- Edifício residencial do antigo armazém de sal, rua Nieszawska, 8, 1838

Ainda há casas de colonos alemães do século XIX na área.
Bobrowniki manteve parcialmente as características de um traçado espacial urbano com uma praça de mercado espaçosa e retangular e elementos de edifícios de cidade pequena dos séculos XIX e XX. Durante a ocupação nazista entre 1939 e 1945, os alemães construíram uma praça na espaçosa praça da cidade usada para a realização de feiras, que ainda existe hoje.

## Cultura
Há uma banda de metais do Corpo de Bombeiros Voluntários em Bobrowniki. A orquestra foi fundada em 1924 no quartel dos bombeiros em Bobrowniki por iniciativa do diretor da escola, Józef Katkiewicz. A banda se apresentou na presença do Papa João Paulo II em Włocławek em 1991. A banda toca música de marcha, de igreja e de entretenimento, participa de cerimônias comunitárias, da igreja e de combate a incêndios. As maiores conquistas da orquestra são o segundo e o terceiro lugares nas avaliações provinciais de brigadas de incêndio voluntárias em 1998–1999.